# LHX1
LHX1, LIM homeobox 1 – gen z rodziny Lim stanowiącej podrodzinę w obrębie genów homeoboksowych. 
Geny homeoboksowe pełnią kluczową rolę w tworzeniu planu organizowania się organizmu. Wszystkie należące do tej rodziny geny łączy obecność konserwatywnych (zachowawczych) homeodomen związanych z tymi samymi sekwencjami aminokwasowymi. Dowodem na kluczową rolę Lim-1 w rozwoju organizmu stanowi jego zachowanie w procesach ewolucyjnych w różnorodnych grupach organizmów. Gen Lim-1 koduje czynnik transkrypcyjny, który wiąże się do DNA specyficznych genów. Jego działalność skutkuje produkcją potrzebnych dla rozwoju organizmu produktów genowych. Lim-1 odgrywa ważną rolę podczas wczesnego rozwoju molekularnego. Jest potrzebny zarówno prymitywnym tkankom wywodzącym się ze smugi pierwotnej, jak i endodermie trzewnej wczesnego zarodka w celu rozwoju głowy. Badania z wykorzystaniem zmutowanych organizmów pozbawionych genu Lim owocowały powstawaniem organizmów, które nie wytwarzały głowy; wspierają one pogląd o kluczowej roli genu Lim-1 w tworzeniu głowy. Wykazano także, że rzeczony gen odgrywa kluczową rolę w tworzeniu żeńskich dróg rodnych. Ulega on ekspresji w rozwijających się przewodach przyśródnerczowych Müllera w przypadku płci żeńskiej. W przypadku nokautu genu nie tworzą się żeńskie drogi rodne.